# Asclepias lanceolata
Espèce
Synonymes
- Asclepias lanceolata f. flaviflora Fernald[1]
- Asclepias lanceolata var. paupercula (Michx.) Fern.[2]
- Asclepias paupercula Michx.[1]
- Asclepias serpentaria Raf.[1]
- Otanema lanceolata Raf.[1]

Asclepias lanceolata est une espèce de  plantes herbacées vivaces dicotylédones originaire des États-Unis.

## Description
Asclepias lanceolata est une plante vivace dressée pouvant atteindre entre 90 et 150 cm de hauteur. C'est une plante discrète dans son habitat tant qu'elle n'est pas en fleurs. Ces dernières sont rouge-orange et fleurissent en été. Les feuilles sont longues et très fines.
Cette plante est sensible aux dommages causés par les limaces, surtout lorsqu'elle est jeune et vulnérable.

## Distribution
Asclepias lanceolata se rencontre dans les plaines côtières de l'Est et du Sud-Est des États-Unis. Cette plante est présente dans les États suivants : Alabama, Delaware, Floride, Géorgie, Louisiane, Maryland, Mississippi, Caroline du Nord, New Jersey, Caroline du Sud, Tennessee, Texas et Virginie.

## Habitat et écologie
Cette plante préfère les sols humides à faibles en nutriments en plein soleil, mais tolérera une ombre partielle. Utiliser dans le jardin de tourbière et les sites humides le long des étangs ou des ruisseaux ou pour la naturalisation. Il attire de nombreux pollinisateurs et est la plante hôte larvaire du monarque et d'autres papillons.
Asclepias lanceolata est une plante vivace que l'on trouve fréquemment dans les marais (frais et saumâtres), les basses clairières et les landes de pins humides. Elle préfère les sols sableux et limoneux bien drainés, mais peut également survivre dans des sols marécageux mal drainés. Le pH optimal du sol se situe entre 5 et 7, mais elle supporte de 4,5 à 7,5. Bien qu'elle puisse pousser dans des zones semi-ombragées, elle préfère les emplacements ensoleillés. 
Sa plage de précipitations optimale est de 600 à 1 400 mm par an (avec comme limites 500 et 1 500 mm) et des températures allant de 12 à 30 °C (voire de 8 à 35 °C). En période hivernale elle supporte des températures pouvant descendre jusqu'à −25 °C. Dans la nature, elle est souvent présente en compagnie de Kosteletzkya virginica.  

## Liste des variétés
Selon Tropicos (25 octobre 2021) :
- variété Asclepias lanceolata var. lanceolata
- variété Asclepias lanceolata var. paupercula (Michx.) Fernald

## Utilisation
Bien que cette espèce d'asclépiade soit souvent cultivée comme plante ornementale, elle est également connue pour avoir d'autres utilisations.

### Nourriture
Il est important de prendre des précautions lors de la consommation de ces plantes, car les asclépiades sont connues pour être toxiques pour l'Homme. Bien qu'il n'y ait eu aucun rapport de toxines chez Asclepias lanceolata, de nombreuses asclépiades contiennent des résinoïdes, des alcaloïdes et des glycosides cardiaques toxiques. Les fleurs, les feuilles et les jeunes gousses de cette espèce ont été jugées sans danger pour la consommation. Les gousses doivent être consommées lorsqu'elles mesurent entre 3 et 4 cm de long ; leur alcalinité et leur amertume augmentent à mesure qu'ils grossissent. Les parties de la plante, en particulier les tiges et les feuilles matures, doivent être bouillies avec trois changements d'eau pour éliminer les éventuelles toxines. Les jeunes feuilles, les gousses et les boutons floraux non ouverts peuvent être cuits comme on préparerait des épinards ou du brocoli. Une fois cuites, les parties de la plante peuvent être consommées seules ou mélangées à d'autres choses telles que des soupes. Faire bouillir les grappes de fleurs contenant du nectar peut faire un édulcorant sucré.

### Usage médicinal
La seule utilisation médicinale trouvée pour Asclepias lanceolata est le traitement des verrues. Le latex extrait des tiges et des feuilles a été efficace pour réduire les verrues, mais ne doit être utilisé que par voie topique et ne doit pas être ingéré. 

### Matériaux
Le latex des tiges et des feuilles peut être utilisé pour fabriquer du caoutchouc et, dans certains cas, du chewing-gum. La gomme fabriquée à partir de cette plante peut être toxique et son utilisation n'est pas recommandée.  soie des graines peut être utilisée comme composant de rembourrage ou peut être transformée en tissu lorsqu'elle est mélangée à d'autres matériaux. Ce fil est résistant à l'eau.